# Geluidsscherm

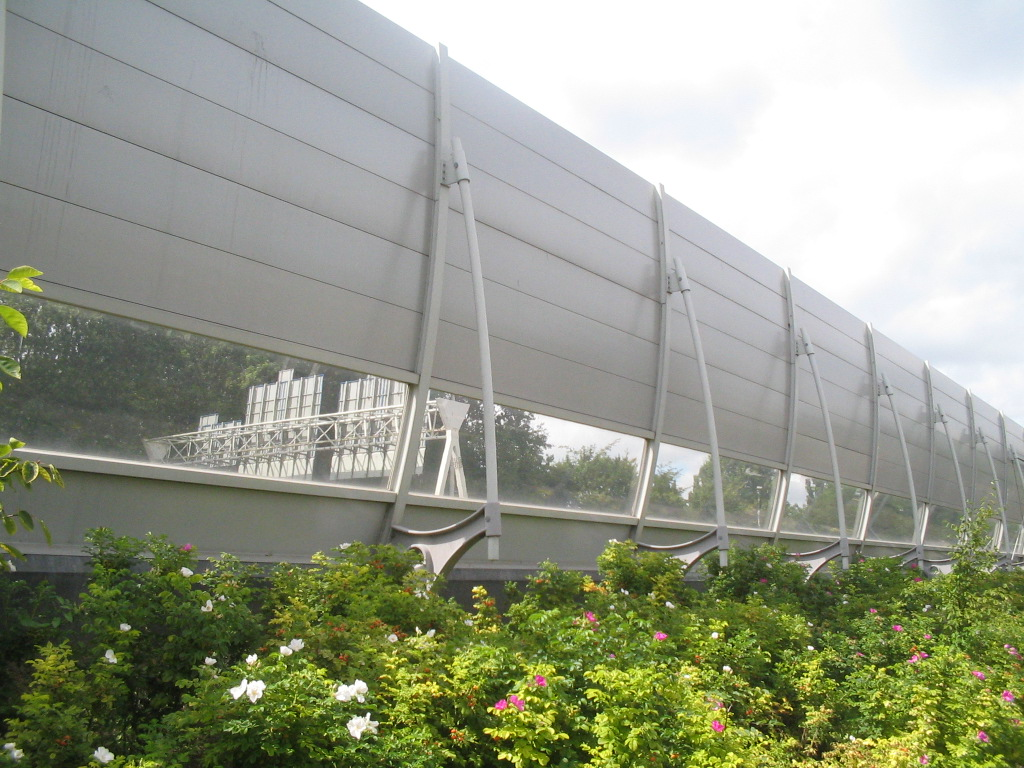
Geluidsscherm langs de A13 bij Overschie gezien vanaf de stille zijde van het scherm

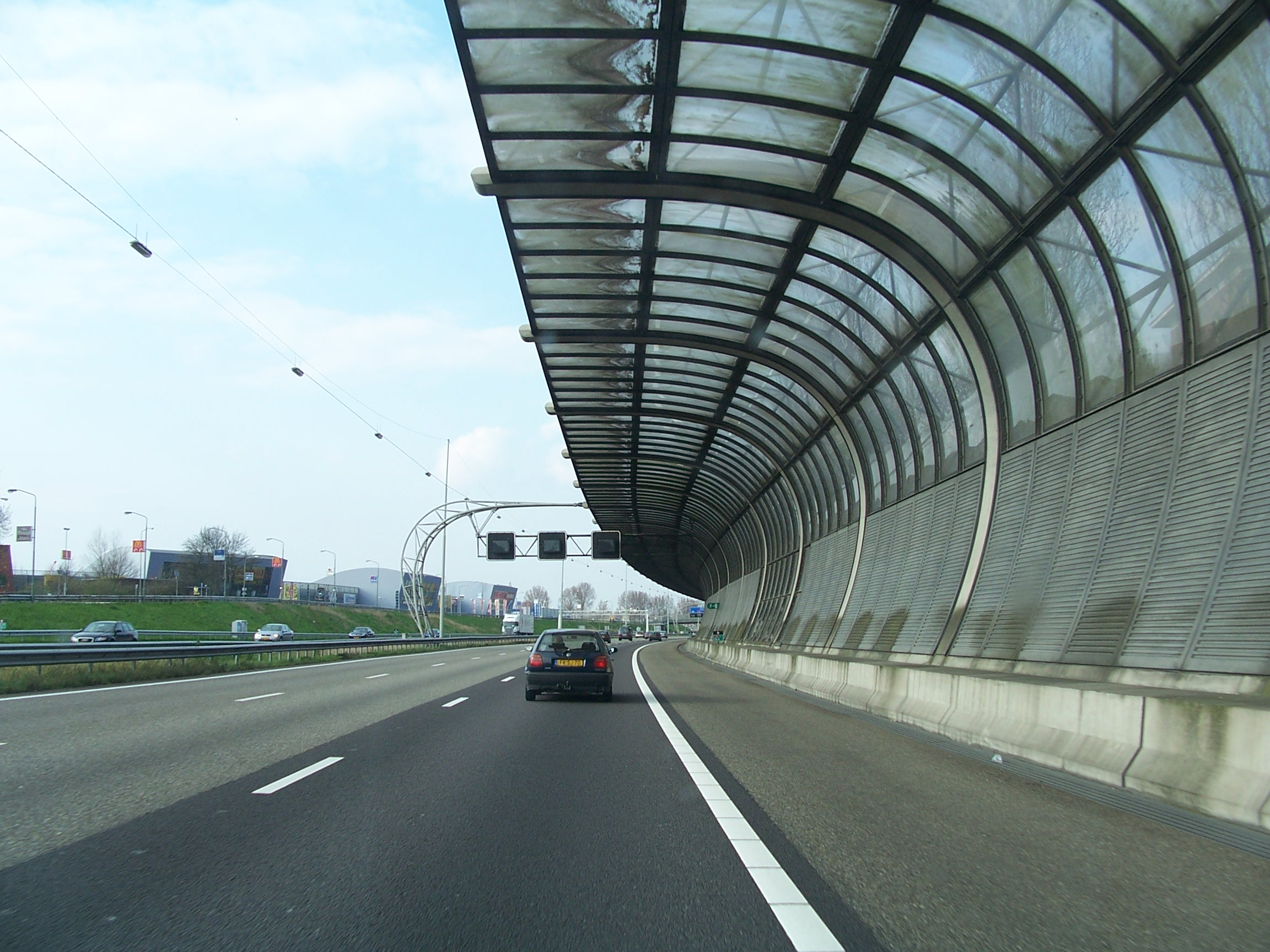
Een geluidsscherm met een luifel vanaf de A16 bij Dordrecht.

Een geluidsscherm is een manier om geluidshinder in de buitenlucht te verminderen. Soms wordt een geluidsscherm ook wel gebruikt in een kantoor. 
Geluidsschermen worden in Nederland vooral toegepast om het geluid van wegverkeer of railverkeer te verminderen. Er zijn zogenaamde reflecterende en absorberende geluidschermen. Bij reflecterende geluidschermen is er sprake van reflectie (weerkaatsing) van het geluid. De geluidsabsorberende schermen zijn van de hoogste kwaliteit. Het geluid dat in het scherm geabsorbeerd wordt is ook echt weg. De absorptie wordt mogelijk gemaakt door het aanbrengen van ‘holle ruimtes' in de oppervlakte van het scherm. Het geluid (trillingen) wordt gediffracteerd en geabsorbeerd. Hiermee zijn waarden te halen conform de EN 1793-1 (absorptie) norm en EN 1793-2 (isolatie) -norm. Er bestaan ook aluminium-, schanskorven- en houten geluidsschermen. Het is echter lastig om met die producten hoge waarden te halen. Testen in een akoestisch laboratorium maken het mogelijk de geluidsisolatie- en absorptiewaardes van verschillende typen geluidsschermen te vergelijken.
Een groen geluidsscherm is een begroeide constructie. Van hagen of bosplantsoenen is bekend dat ze maar een beperkt geluidwerende werking hebben. Dat verandert als een haag in het midden is voorzien van massa, of als het groen er in-, om-, of overheen groeit.
Omdat het geluid niet door een geluidsscherm heen kan, mits het scherm voldoende oppervlaktemassa heeft, ontstaat er achter het geluidsscherm een soort schaduw, analoog aan de schaduw die zou ontstaan als er op de plaats van de geluidsbron een lichtbron geplaatst zou worden. Hieruit wordt al direct duidelijk dat als er vanuit een woning over het geluidsscherm heen gekeken kan worden naar de bron van het geluid, de werking van het scherm vrijwel nihil zal zijn.
De schaduw van het geluid achter het scherm is niet volledig. De werking van een geluidsscherm wordt namelijk sterk beïnvloed door de buiging van het geluid om het scherm heen. Daarbij is de omweg die het geluid moet maken via de top van het scherm van belang. Ook zal deze buiging een rol spelen aan de uiteinden van het scherm in lengterichting. Hoe groter de omweg is die de geluidsstralen moeten maken, des te effectiever werkt het scherm. Daarom is een hoger geluidsscherm effectiever dan een laag geluidsscherm, als geïllustreerd in onderstaande figuren.

Omweg van het geluid door de aanwezigheid van een geluidsscherm

Bij een hoger geluidsscherm is de omweg van het gebogen geluid groter
In de onderste figuur is de omweg die het geluid moet maken groter, dus is de geluidsreductie van het scherm ook groter. 

Op grote afstand speelt de kromming van het geluid door de atmosfeer een rol (overdreven voorgesteld)
Op grotere afstand wordt de werking van een scherm minder, doordat de geluidsstralen die door de atmosfeer reizen een kromming vertonen, waardoor de schermwerking minder wordt.
De omweg die het geluid moet maken kan in verband gezien worden met de golflengte van het geluid, die afhangt van de frequentie. De verhouding tussen de omweg en de golflengte bepaalt via een vrij ingewikkelde relatie (van Maekawa) de geluidsreductie van het scherm. In aantal golflengtes uitgedrukt is de omweg die laagfrequent geluid moet maken kleiner dan de omweg bij hoogfrequent geluid. Daarom is een geluidsscherm bij lage frequenties minder effectief. 
Al deze effecten tezamen hebben tot gevolg dat de schermwerking varieert als functie van de afstand en de hoogte van de waarnemer. Hieronder is dit geïllustreerd voor een tweesporige goederenspoorlijn op maaiveld.

De schermwerking van een 1, 2, en 4 m hoog geluidsscherm als functie van de afstand en de hoogte van de waarnemer
De schermwerking is ook afhankelijk van de omvang van de geluidsbron. Daarom is langs een brede autosnelweg vaak een hoger geluidsscherm nodig dan langs een relatief smalle spoorlijn. Het effect wordt versterkt doordat er langs een autosnelweg ook nog een vluchtstrook loopt.

## Begroeiingen op geluidschermen

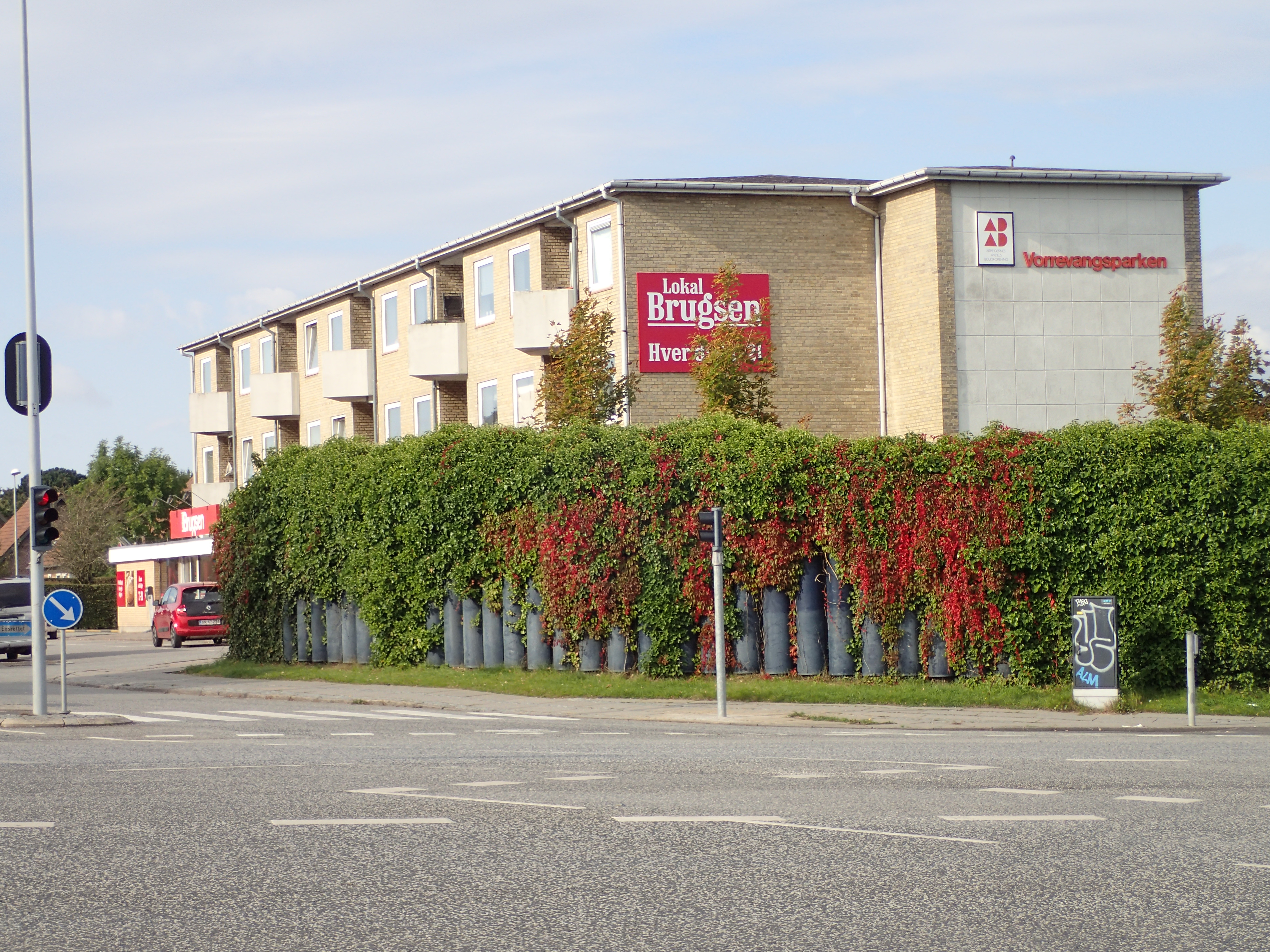
Een geluidsscherm begroeid met klimop en wilde wingerd.

Regelmatig zijn geluidschermen begroeid met vegetatie of aanplant. Zo zijn veel geluidsschermen (vooral langs auto- en spoorwegen) begroeid met lianen, waaronder in Europa vaak klimop, wilde wingerd, valse wingerd en Chinese bruidssluier. Betonnen geluidsschermen waarop geen vaatplanten groeien zijn vrijwel altijd begroeid met cryptogamenvegetatie; in bijzonder gaat het dan om syntaxa uit de klasse van stippelkorsten en achterlichtmossen.